# 왕부지

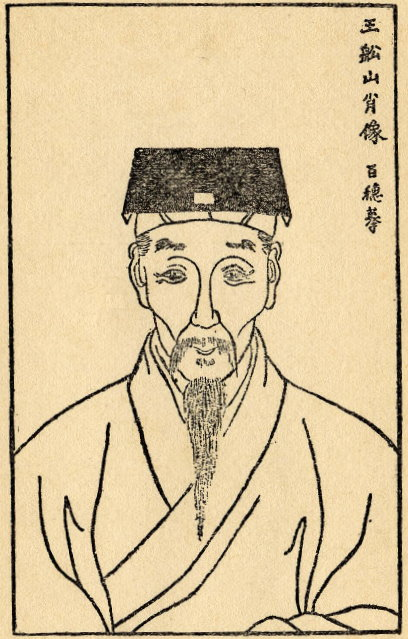
왕부지

왕부지(王夫之, 1619년 ~ 1692년)는 중국 명말(明末)청초의 사상가·학자이다.
후난성 헝양현(衡陽縣) 출신이다. 자(字)는 이농(而農), 호(號)는 강재(薑齋). 만년(晩年)에 형양(衡陽)의 석선산(石船山)에 거처를 정하고 있었으므로 선산선생으로도 호칭되었다.

## 생애
일찍부터 영재라는 칭찬이 높았고 청년시대에 향시에 우등으로 합격하였으나, 회시(會試)에 나아갈 기회가 없던 중에 명이 멸망하였다. 그로부터 향리(鄕里), 광둥(廣東), 광시(廣西)의 각지에서 반청(反淸) 저항운동을 하였으나, 명조 회복의 희망이 없는 것을 깨닫고 은퇴하였다. 이 시기에 스스로 체험한 사실(史實)을 기록한 것이 그의 저술 《영력실록》(永曆實錄)이다. 그 후 그는 반만(反滿) 민족의식과 명조에의 절조를 지켜 청조에 벼슬하지 않고 향리에서 학문연구에 전념하며 고고한 생애를 보냈다.

## 사상
그의 학문은 다른 명의 유로(遺老)들과 같이 경세치용(經世致用)의 의식에 입각한 것으로서, 경학(經學)·사학(史學)·문학(文學) 등의 제 분야에 통달하고 있었다. 주자학(朱子學)의 정통적 입장에서 사서오경을 연구하여 독자적 견해를 부가하고 《주역외전》(周易外傳) 등을 저작하였다. 노장, 불교사상에 깊은 관심을 기울인 《노자연》(老子衍), 《장자해》(莊子解), 《상종낙색》(相宗絡索) 등의 저작은 그의 사상의 철학적 경향을 나타내는 것이다. 《독통감론》(讀通鑑論) 및 《송론》(宋論)은 우수한 사론(史論)이며, 《황서》(黃書)는 강렬한 화이사상(華夷思想)에 입각한 정치론이다. 그의 저서에는 화이변별(華夷辨別)의 사상을 강조한 것이 많다. 그 후 청말의 개량파 및 혁명파의 사상에 깊은 영향을 주었다. 또 그는 시문에도 능하였다. 특히 〈석당영일서론〉(夕堂永日緖論)의 시론(詩論)은 높이 평가된다.

## 저서
100여 종 400여 권에 이르는 저작이 있으나 그가 세상을 떠난 뒤에도 오랫동안 읽히지 않았다. 왕부지는 만년에 궁핍한 생활을 하여 서적은 물론 저술에 필요한 종이나 붓마저도 살 수가 없어서 친한 친구나 문생들에게 빌려야만 했다. 저작이 완성되면 그들에게 주어버렸기 때문에 그의 후손에 남겨진 것은 없게 되었다. 또한 어떠한 유명인사와도 교분이 없이 오로지 학문 연구에만 몰두하여 그의 이름이 거의 알려지지 않았다. 그리고 왕부지는 청조(淸朝)에 끝까지 저항하였기 때문에 그의 저작들은 대부분 금서로 지목되었다.
왕부지 사후 10여 년 만에 아들 왕어(王敔)가 친지의 도움을 받아서 10종의 유저를 정리, 간각하였지만 전파의 범위가 넓지는 못하였다. 그 뒤 왕부지의 저작들이 수집되고, 세인들의 관심이 높아지자 몇 차례 간각이 진행되었다. 1842년에 왕부지 후손의 수장본이 《선산유서》(船山遺書)로 간각되었는데 모두 18종이었다. 1865년에 증국번(曾國藩)ㆍ증국전(曾國筌) 형제가 금릉(金陵)에서《선산유서》를 간각하였는데 56종 288권이었다. 1933년에 상해(上海) 태평양서점(太平洋書店)에서 70종에 이르는 《선산유서》를 출판하였다. 최근 중국(中國) 호남(湖南) 악록서사(嶽麓書社)에서는 1988년에서 1996년까지 장기간의 계획을 세워 그동안의 각종 판본들을 참고, 대조하여 엄밀한 교열과 정확한 표점작업을 하여 획기적인 전 16책의 《선산전서》(船山全書)를 출간하였다.
- 《독통감론》
- 《강재시화》

## 같이 보기
- 중국 철학
- 유교
- 자크 제르네